# Silver Stadium (Lilongwe)
Das Silver Stadium ist ein Mehrzweckstadion in der malawischen Hauptstadt Lilongwe, das etwa 20.000 Zuschauen Platz bietet.
Hauptsächlich wird es als Fußballstadion genutzt und dient vor allem den Silver Strikers aus der höchsten malawischen Fußballliga als Heimstätte. Auch andere Fußballvereine tragen hier teilweise ihre Heimspiele aus; so etwa der Mlatho Mponela FC (auch Mponela United FC genannt). Die Silver Strikers weichen jedoch seit seiner Fertigstellung 2017 oftmals auf das größere Bingu National Stadium aus. Dieses befindet sich nur wenige Autominuten vom Silver Stadium entfernt.

## Geschichte
Das Stadion befindet sich in unmittelbarer Nähe zur M1, der Hauptverkehrsstraße durch Malawi. Im Umkreis um das Stadion befinden sich unter anderem Schulen mit teilweise an den Komplex angeschlossenen Spielfeldern, aber auch andere Felder wie kleinere Fußball-, Netball oder Tennisfelder. In der Nähe befinden sich allerdings auch Wohnhäuser sowie eine Mischung aus Geschäften, Gastronomie, Nachtklubs und Industrie. Wenige hundert Meter entfernt fließt der Namanthanga vorbei.
Das Stadion ist fast zur Gänze ohne Überdachung und mit zwölf Sitz- bzw. Stehreihen ausgestattet. Ein Teil der Haupttribüne wurde nachträglich verbreitert und überdacht. In diesem Bereich befindet sich unter anderem auch der Pressebereich. Um das Spielfeld zieht sich eine noch zeitweise genutzte Laufbahn. Hier herum wurde ein über zwei Meter hoher Zaun installiert. Die einzelnen Sektoren des Stadions sind ebenfalls mit einem niedrigeren Zaun bzw. Geländer abgeteilt. Einzig die Haupttribüne, die großteils auch mit Kunststoffbestuhlung versehen ist, weist einen weitaus höheren Zaun als Abgrenzung zu den anderen Sektoren auf. Da das Stadion über keine Flutlichtanlage verfügt, werden Fußballspiele ausschließlich bei Tageslicht ausgetragen.
Im Silver Stadium fanden unter anderem die drei malawischen Heimspiele anlässlich der zweiten Runde der Qualifikation zur Weltmeisterschaft 1990 statt. Des Weiteren war das Stadion ein Austragungsort von Spielen anlässlich der Qualifikation zum Afrika-Cup 1992, 1994, 1996 und 1998. Zwei Mal (2009 und 2010) war das Stadion auch das Finalstadion des FDH Bank Knockout Cups, des malawischen Fußballpokals.
Nachdem die Football Association of Malawi (FAM) die Silver Stikers aufgrund vorangegangener Ausschreitungen ihrer Anhänger mit einer Gesamtstrafe von 3,75 Millionen Malawi-Kwacha belegt hatte, wurde das Silver Stadium im September 2021 für die Dauer von einem Jahr für offizielle Spiele der Silver Strikers gesperrt. Diese mussten daraufhin auf andere Spielstätten – zumeist das nahegelegene Bingu National Stadium – ausweichen. Insgesamt lagen neun Anklagepunkte gegen die Silver Strikers vor. Im Vorfeld hatte ein Anhänger der Silver Strikers, der bereits in der Vergangenheit des Öfteren mehrjährige Stadionverbote ausgesprochen bekomme hatte, für Tumulte gesorgt. Dieser Fan wurde in weiterer Folge lebenslang für alle von der FAM organisierten Fußballaktivitäten gesperrt. Ab September 2022 traten die Strikers wieder in ihrer eigentlichen Heimstätte in Erscheinung.